# Distretto di Bajan-Adarga
Il distretto di Bajan-Adarga è uno dei diciassette distretti (sum) in cui è suddivisa la provincia del Hėntij, in Mongolia. Conta una popolazione di 2.205 abitanti (censimento 2010). 